# Cyclopinoides dilatata
Cyclopinoides dilatata is een eenoogkreeftjessoort uit de familie van de Smirnovipinidae. De wetenschappelijke naam van de soort werd in 1921 voor het eerst geldig gepubliceerd door Georg Ossian Sars.